# Atlantoxerus getulus
Lo xero del Nordafrica (Atlantoxerus getulus Linnaeus, 1758) detto anche scoiattolo berbero, è un roditore della famiglia degli Sciuridi, unica specie del genere Atlantoxerus Forsyth Major, 1893, endemico del Marocco e dell'ovest algerino.

## Descrizione

### Dimensioni
È uno scoiattolo di medie dimensioni, con la lunghezza della testa e del corpo tra 165 e 230 mm, la lunghezza della coda tra 90 e 190 mm, la lunghezza del piede posteriore tra 40 e 52 mm, la lunghezza delle orecchie tra 12 e 18 mm, la lunghezza condilobasale tra 39 e 50 mm e un peso tra 230 e 280 g nei maschi e tra 210 e 250 g nelle femmine.

### Aspetto
Lo xero del Nordafrica ha orecchie piccole e occhi grandi, pelo abbastanza lungo e ruvido, composto di peli chiari e scuri, color grigio-bruno, più grigiastro su collo, spalle e arti. Sul dorso vi sono tre strisce color crema: una mediana spinale (più scura e confusa) e due nette sui fianchi. Labbra, mento, guance, gola, petto, arti interni e un sottile anello perioculare sono bianchi; il ventre è giallastro. La coda, lunga e pelosa, è ricoperta di pelo grigio e nero che sulla punta forma anelli chiari e scuri. Le zampe hanno forti unghie da scavatore.
È caratterizzato dalla seguente formula dentaria:

## Biologia

### Comportamento
Sono degli animali gregari che vivono in piccole colonie senza struttura sociale apparente. Durante il periodo della riproduzione, la composizione del gruppo sociale varia ampiamente anche all'interno della stessa regione. I gruppi possono essere composti da femmine solitarie accompagnate dai propri piccoli o da più adulti di entrambi i sessi. L'associazione più comune sembra essere quella composta da due femmine. In Marocco, la riproduzione ha luogo in estate nelle zone d'alta quota dell'Alto e Medio Atlante, mentre nelle altre zone avviene in primavera. Ogni anno possono esserci due nidiate, ciascuna composta da due piccoli.
Sono più abbondanti nei terreni rocciosi, dai fianchi delle montagne fino al deserto. Non si arrampicano mai sugli alberi, ma scavano tane nei ghiaioni o lungo pendici dal substrato stabile o sotto una grossa roccia. Le tane non vengono mai scavate su pendii dal terreno instabile.
Lo xero del Nordafrica è un roditoro molto vivace. La sua attività è principalmente diurna. Le attività fuori dalla tana sono limitate al mattino e alla fine del pomeriggio a causa delle temperature elevate dell'habitat in cui vive. Di tanto in tanto, si arrampica su sporgenze del terreno per osservare i dintorni. Si addomestica molto facilmente, ma si tratta di una specie protetta.

### Alimentazione
Lo xero del Nordafrica si nutre di frutti di ulivo, di pistacchio e di argania e di cereali. Ha una dieta principalmente vegetariana, ma gli esemplari introdotti a Fuerteventura consumano anche molluschi terrestri.

## Distribuzione e habitat
È endemico dell'estremità occidentale del Nordafrica, e si rinviene nel Sahara Occidentale, nel Marocco e in una piccola area dell'Algeria nord-occidentale (monti Ksours). È presente dalla fascia costiera fino a 4165 m di quota, soprattutto nelle zone del Medio e Alto Atlante a sud di Agadir, nell'Anti Atlante e nell'angolo nord-occidentale del Sahara, a sud di Sequiat el Hamra. Nel 1965 è stato introdotto anche a Fuerteventura, nelle isole Canarie, e lì è diventato una specie invasiva.
È presente in ogni tipo di biotopo roccioso, dai fianchi delle montagne fino al deserto, soprattutto in ambienti aperti con alberi sparsi e cespugli (evita le zone spoglie e le foreste).